# Коррупция в Туркменистане
Коррупция в Туркменистане рассматривается некоторыми независимыми источниками как серьёзная проблема. Государство находится в нижней части ряда ежегодных рейтингов о коррупции, в том числе «Индекса экономической свободы» Wall Street Journal. Индекс восприятия коррупции в Transparency International за 2017 год соответствует 167 месту из 180. Согласно заявлению посольства США в Туркменистане в августе 2015 года, коррупция в стране «широко распространена как в государственном, так и в частном секторе». «Нет никаких консорциумов или организаций по стандартизации, кроме государственных стандартов Туркменистана и агентства по лицензированию. Нет независимого органа для подачи жалоб. Требования к раскрытию финансовой информации не прозрачны и не соответствуют международным нормам. Государственные предприятия не обязаны публиковать финансовую отчётность даже для иностранных партнеров. Финансовые проверки часто проводятся местными аудиторами, а не международно признанными фирмами». Правительство Туркменистана по мнению властей США «строго контролирует валютные потоки, и конверсия избыточных сумм в местной валюте, манате, остаётся проблематичной. Хотя Туркменистан предпринял некоторые инициативы по улучшению защиты прав интеллектуальной собственности, включая создание Государственного агентства по интеллектуальной собственности и подписание некоторых конвенций ВОИС (Всемирной организации интеллектуальной собственности), он не принял всеобъемлющих административных и гражданских процедур, чтобы улучшить соблюдение прав интеллектуальной собственности». Более того, «система регулирования страны не реализована прозрачно, и правительство влияет на судебный процесс».

## Обзор проблемы
Согласно американскому Проекту Безопасности, коррупция является главным фактором, препятствующим развитию этих стран по «либерально-демократическим направлениям». Коррупция мешает многим гражданам этих стран добиваться экономического развития и роста в своих странах, одновременно сдерживая иностранные инвестиции.
Согласно Индексу восприятия коррупции 2014 года, Эстония считается наименее коррумпированным постсоветским государством, а соответствии с Региональной антикоррупционной инициативой, Туркменистан является центром коррумпированных государств. В 2015 году Freedom House назвал две страны Центральной Азии, Туркменистан и Узбекистан, «Наихудшими из худших».
В 2000 году вице-президент Всемирного банка Йоханнес Линн назвал Туркменистан единственной бывшей советской республикой, где кредитное финансирование было приостановлено из-за обвинений в коррупции. Пять западных компаний получили запрет на работу с проектами Всемирного Банка в Туркменистане из-за коррупционных проблем.
На более низких уровнях общества в Центральной Азии коррупция монополизирует механизм рыночной конкуренции. Этому способствует несовершенство текущей рыночной системы региона.
«Высокий уровень коррупции в государствах Центральной Азии объясняется низкой заработной платой государственных служащих, многочисленными возможностями для коррупции в течение последнего десятилетия, историческими корнями и отсутствием политической воли в реализации антикоррупционных мер, регион продолжает испытывать экономический рост без стандартов подотчётности, а некоторые слои населения имеют доступ к незаконному обогащению за счёт расширения отраслей природных ресурсов. Однако на текущий момент воспринимаемая коррупция в Центральной Азии снижается, а уровень незаконных финансовых потоков (МФЛ) становится ниже.
Согласно отчёту Европейского суда аудиторов за январь 2014 года, коррупция на местах и отсутствие сотрудничества со стороны местного правительства остаются основными причинами сложностей в оказании помощи в развитии стран Центральной Азии со стороны ЕС.
В статье, опубликованной в сентябре 2015 года, Мэтью Кросстон пишет, что коррупция „возможно, более важна в регионах мира, которые в настоящее время переживают в той или иной форме демократический переход и вступление в глобальную рыночную экономику“, таких как прикаспийские государства.
Туркменистан имеет худшую статистику по коррупции в регионе. Злоупотребление доходами государства снижает интерес инвесторов и приводит к высокому уровню коррупции.

## Правительство

### Президентская власть
Туркменистан широко рассматривается некоторыми как один из самых репрессивных режимов на земле. И его первый президент Сапармурат Ниязов, который умер в 2006 году, и его преемник Гурбангулы Бердымухамедов осуществляли абсолютную власть. Режимом управляют родственники Бердымухамедова, большинство противников режима находятся за границей, а большинство тех, кто не находится за границей, сидят в тюрьме. Сам Бердымухамедов выбирает иностранные компании для крупных контрактов. „Большая часть иностранных инвестиций регулируется президентскими указами по конкретным проектам, которые могут предоставлять привилегии, не предусмотренные законодательством“.
Бердымухамедов „обладает бесспорным авторитетом во всех решениях и, таким образом, обладает способностью направлять деньги на финансирование роскошных городских проектов и великого личного образа жизни“. По сообщениям, племянники Бердымухамедова, в частности сын его сестры Анабат, также являются основными игроками в деловом секторе. В отчёте Reuters за октябрь 2011 года со ссылкой на WikiLeaks Бердымухамедов описывался как „тщеславный лжец, обвиняемый в коррупции в огромных масштабах“ и как „уродец, который лично подписывает такие мелочи, как рабочие места для ведущих врачей в столице“.
Считается, что Бердымухамедов и его коллеги перенаправили государственные средства на частные банковские счета, и покойный президент Ниязов, как полагают, делал то же самое. По сообщениям, родственники президента занимают видные позиции в ключевых отраслях. Национальные элиты укрепляли власть, введя систему патронажа, чтобы обеспечить достаточное количество лояльных к режиму людей. Вся экономика контролируется „ограниченным числом патронатных сетей, которыми руководит Бердымухамедов“, каждая из которых имеет свою сферу влияния. Эта договорённость породила „культ взяточничества, кумовства и растраты“, когда взяточничество „особенно распространено среди таможенных, лицензионных и социальных служб“.
По состоянию на 2013 года Том Мэйн из Global Witness полагал, что Туркменистан под руководством Бердымухамедова стал „ещё более коррумпированным, чем при Ниязове“. В то время как Ниязов вообще избегал регионального кумовства и фаворитизма, Бердымухамедов, как говорят, часто делал обратное. По мнению Freedom House, наилучший способ для иностранных фирм выйти на туркменский рынок — это установить „личные отношения с президентом или работать через авторитетных иностранных бизнесменов или высокопоставленных иностранных чиновников“.
Туркменская система даёт президенту полный контроль над доходами от продажи углеводородов, которые являются основным источником дохода страны. Правительство использует эти средства „для финансирования повсеместных служб безопасности и тщеславных строительных проектов, а также для обеспечения поддержки патронатных сетей“. Freedom House описывает Бердымухамедова как председательствующего в системе, которая позволяет ему законно присваивать доходы от нефти и распределять их для личного использования или материальных активов для государства.
В отчёте за 2009 год есть цитата американского дипломата, в котором говорится, что энергетические компании, как известно, дарят чиновникам „небольшие подарки“, чтобы договориться о встрече с Бердымухамедовым и другими высокопоставленными лицами. Тот же дипломат утверждал, что российская газовая холдинговая компания „Итера“ передала президенту яхту стоимостью 60 миллионов долларов под названием „Галкыныш“, чтобы „ускорить заключение“ контракта, связанного с газовыми работами на Каспийском море.

### Значение происхождения
Покойный президент Сапармурад Ниязов „вновь ввёл генеалогическое происхождение как критерий занятости в государственном секторе“, утверждая, что страна должна учитывать „опыт наших предков, которые выбрали своих лидеров, военачальников и судей из числа самых достойных соотечественников с высокими моральными качествами“.

### Выборы
Несмотря на то, что парламентские выборы в декабре 2013 года были объявлены первыми многопартийными выборами в Туркменистане, они были „принципиально неконкурентоспособными, поскольку все кандидаты были проправительственными и ранее проходили проверку со стороны руководства правительства“. В 2017 году Бердымухамедов был переизбран на второй срок с 97 % голосов.

### Недостаток прозрачности
„Чтобы попытаться скрыть коррупцию“, которая широко распространена в Туркменистане, утверждает один источник, „государство не публикует отчёты об экономических показателях или национальном бюджете“. Freedom House заявляет, что в Туркменистане „заметно отсутствует прозрачность“ в отношении экономических показателей, включая доходы правительства, расходы и внебюджетные счета». Бюджет страны «публикуется не в полном объёме, а публикуемые цифры часто бывают неверными, поскольку они были изменены, чтобы создать ложное впечатление об экономическом росте». Согласно сообщению посольства США, в Туркменистане нет механизмов для обеспечения прозрачности или подотчётности государственных предприятий, вследствие чего Туркменистан привлёк мало инвестиций со стороны американских фирм.

### Коррупция на низком уровне
В дополнение к коррупции со стороны высокопоставленных государственных чиновников, которые берут крупные взятки в обмен на заключение контрактов с иностранными фирмами, Туркменистан пронизан «коррупцией в семье», что означает, что повседневные потребности, такие как образование и медицина, требуют взяток. Взяточничество настолько распространено, что граждане обычно не замечают его присутствия или значимости. По данным дипломатической телеграммы США 2010 года, взяточничество настолько широко распространено в Туркменистане, что «общественность ожидает давать взятки практически при любом взаимодействии с правительством». В телеграмме, опубликованной Wikileaks, указана стоимость взятки за нарушение правил дорожного движения: красный свет — 50 долларов; вождение в нетрезвом виде 150—220 долларов; штрафы за превышение скорости «забываются» всего за 5—30 долларов.
Граждане Туркменистана должны платить взятки, чтобы попасть в больницы, чтобы их дети попадали в более престижные школы и университеты, регистрировать ложно более низкие цены продажи при регистрации покупки недвижимости, получать лицензии для предприятий. «Почти 70 % водительских прав было просто куплено по цене 50-70 долларов США». Бизнесмены говорят, что их высокая стоимость обусловлена выплатами, которые они должны делать правительственным чиновникам за санкции, банковские кредиты и разрешения. Кроме того, патерналистская роль правительства в организации и субсидировании предпочтительных отраслей промышленности приводит к прямой социальной выгоде и создаёт возможности для получения ренты и получения взяток. Льготы распределяются в виде законодательства о специальных интересах, защиты тарифов, поддержки цен. В результате патронаж позволяет государству захватывать узкую частную группу интересов".
При Бердымухамедове этот вид коррупции на более низком уровне, как сообщается, ещё более распространен, чем при Ниязове, потому что, когда Михаэль Лаубш, член Евразийской переходной группы, руководил Ниязовым, советские институты оставались на месте, оставляя мало места для такого рода деятельности. Однако с приватизацией у чиновников появляется больше возможностей воспользоваться преимуществами.

## Коррупция в бизнесе

### Иностранные инвестиции
В Туркменистане, по данным посольства США в стране, развитие отношений с правительством является необходимостью для ведения бизнеса. Туркменский режим, заявляет посольство США, очень избирателен в выборе инвестиционных партнеров, что делает практически невозможным успешное ведение бизнеса без связи с правительством .
Том Мейн из Global Witness предупреждает, что иностранные компании, которые решили вести бизнес в Туркменистане, должны понимать, что они «ведут бизнес с иррациональным правительством, склонным к перепаду настроения», и что, когда контракт завершается, правительство Туркменистана может убедить их работать в сотрудничестве с неизвестными, ненадёжными партнерами, поскольку это выгодно властям по некоторым причинам. Более того, такие иностранные компании будут вынуждены заниматься деятельностью, которая нарушает «законодательство США или Великобритании по борьбе с коррупцией».
Приватизация в стране была в значительной степени засекречена, и тендерные процессы по государственным контрактам происходили часто в закрытом виде. Кроме того, для того, чтобы получить доступ к процессу торгов, сначала необходимо получить одобрение государственного агентства. Другим важным фактором является то, что вся земля в стране находится в собственности правительства. Никакой бизнес, внутренний или иностранный, не может получить долгосрочную аренду для несельскохозяйственного использования земли. Президент сохраняет высшую власть предоставлять лицензии для несельскохозяйственных целей.
Хотя правительство Туркменистана стремилось «ввести элемент конкуренции за государственные контракты, объявив международные тендеры по некоторым проектам», контракты по-прежнему часто заключаются по политическим, а не экономическим причинам, а процесс «часто плохо управляется и непрозрачен». Одной американской фирме «сообщили, что она выиграла тендер и начала инвестировать в разработку проекта, только чтобы получить информацию о том, что правительство рассматривает другие варианты. В конечном итоге проект был присуждён правительством новой компании по цене, в два раза превышающей предложение американской компании».
Закон о тендерах, вступивший в силу 1 июля 2015 года, «направлен на развитие конкуренции среди участников торгов, обеспечение прозрачности и эффективной реализации тендерных процедур, а также соответствия международным стандартам», но до сих пор неясно, привел ли закон к большей честности и прозрачности. Кроме того, любой контракт с иностранной фирмой должен быть одобрен Государственной товарно-сырьевой биржей, Центральным банком, Высшей контрольной палатой и Кабинетом министров. Этот процесс «не прозрачен и часто политически обусловлен», и нет никаких гарантий, что «информация, предоставленная компаниями Правительству Туркменистана, будет оставаться конфиденциальной».
Американские дипломатические телеграммы, обнародованные Wikileaks, назвали строительную отрасль самой коррумпированной в стране, отметив, что подрядчики регулярно раздувают цены на целых 30 процентов, чтобы платить взятки. Говорят, что иностранные подрядчики регулярно совершают незаконные платежи туркменским чиновникам.

### Критика Deutsche Bank
В марте 2009 года доклад Global Witness подверг критике Deutsche Bank за то, что он позволил бывшему президенту Сапармурату Ниязову перевести миллиарды государственных средств на личный банковский счёт. Ниязов был обвинён в накоплении до 3 миллиардов долларов в государственных энергетических доходах с 1995 года до его смерти в 2006 году. Deutsche Bank отказался комментировать, есть ли счета у других членов семьи или государственных чиновников.

## Антикоррупционные действия
Посольство США отметило, что в Туркменистане «нет независимой организации, которая следит за коррупцией». Министерство внутренних дел, Министерство национальной безопасности и Генеральная прокуратура несут техническую ответственность за борьбу с коррупцией, и Бердымухамедов заявил, что он не потерпит коррупции. Но они широко рассматриваются как пустые гарантии. В ноябре 2000 года, по словам одного из источников, «представители Генеральной прокуратуры Туркменистана, парламента, нескольких правительственных министерств, налоговой службы и правоохранительных органов приняли участие в двухдневном семинаре, посвящённом реализации ООН. Конвенция против коррупции».
В марте 2005 года Туркменистан принял Антикоррупционную конвенцию ООН. Однако он не является членом конвенции ОЭСР о борьбе с подкупом иностранных публичных должностных лиц в международных деловых операциях. В январе 2010 года в Туркменистане была создана группа финансовой разведки при Министерстве финансов, якобы для активизации усилий по борьбе с отмыванием денег и финансированием терроризма. С 1 января 2012 года банки Туркменистана перешли на Международные стандарты финансовой отчётности (МСФО). Государственные органы страны в январе 2014 года перешли на национальные стандарты финансовой отчётности (НСФО).
В октябре 2012 года Бердымухамедов объявил, что Туркменистан присоединится к Egmont Group. «Членство Туркменистана», сказал он, «продемонстрирует международному сообществу свою приверженность борьбе с отмыванием денег и финансированием терроризма». Однако по состоянию на август 2015 года Туркменистан ещё не присоединился к группе.
В марте 2014 года туркменский парламент принял антикоррупционный закон, который установил «правовые и институциональные рамки для выявления случаев коррупции». В соответствии с этим законом некоторым категориям государственных служащих впервые было запрещено «заниматься предпринимательской деятельностью, открывать счета в иностранных банках, принимать подарки, противоречащие установленному порядку, получать почётные и специальные звания, награды и другие знаки отличия». Государственные служащие также должны предоставлять информацию о своих доходах, расходах и активах, а также доходах, расходах и активах своих [супругов] и несовершеннолетних детей. Однако посольство США отметило, что, учитывая «слабые правовые институты» страны, было «трудно понять, как этот закон может эффективно применяться». Кроме того, хотя в Туркменистане существуют антикоррупционные законы, они, как правило, не применяются.
В сентябре 2014 года семь туркменских правительственных и правоохранительных органов приняли участие в организованной ОБСЕ учебной поездке в Ригу. Цель состояла в том, чтобы посетители «увидели, как механизмы противодействия коррупции и отмывания денег реализуются на практике» в Латвии.
На заседании правительства 9 июля 2015 года Бердымухамедов уволил нескольких высокопоставленных чиновников, в том числе его министра экономики и развития, заместителя премьер-министра, курирующего сектор экономики и финансов, и заместителя премьер-министра, отвечающего за сельское хозяйство. Президент обвинил их в участии во взяточничестве, а также заявил, что они «не смогли оценить влияние глобального кризиса на экономику Туркменистана». Государственное телевидение сообщило, что в последнее время 80 работников банковской, налоговой и финансовой служб были обвинены в совершении различных преступлений.